# جامعة كوامي نكروما
جامعة كوامي نكروما (بالإنجليزية: Kwame Nkrumah University) (واختصارا: KNU ) هي جامعة عامة في زامبيا. 

## موقع
يقع الحرم الجامعي الرئيسي للجامعة في الحي التجاري المركزي لمدينة كابوي، وذلك على بعد 155 كيلومتر (96 ميل) عن طريق البر شمال لوساكا، العاصمة وأكبر مدينة في زامبيا.  الإحداثيات الجغرافية لجامعة كوامي نكروما هي: 14 ° 26'41.0 "جنوبًا ، 28 ° 28'02.0" شرقًا (خط العرض: -14.444722؛ خط الطول: 28.467222).

## تاريخ
تم افتتاح الجامعة في عام 1967، باسم كلية كابوي لتدريب المعلمين. وقامت بتدريب معلمي المدارس الإعدادية منذ إنشائها. وبعد أربع سنوات، أعاد رئيس زامبيا في ذلك الوقت، كينيث كاوندا، التسمية إلى كلية نكروما للمعلمين، تكريما لكوامي نكروما، أول رئيس وزراء وأول رئيس لغانا. خلال الفترة التي كان فيها ليفي مواناواسا رئيسًا (2002 إلى 2008)، بدأت الكلية في التحول إلى جامعة، وهي العملية التي انتهت عندما كان مايكل ساتا في منصبه خلال الفترة (2011 إلى 2014). 
تأسست جامعة كوامي نكروما بموجب الجزء الرابع، للقسم 14 من قانون التعليم العالي رقم 4 لعام 2013. وكانت في بدايتها، تستوعب الجامعة 600 طالب فقط، الرقم الذي ازداد منذ ذلك الحين إلى 6000. واعتبارًا من أغسطس 2016، كان يعمل بالجامعة 74 موظفًا أكاديميًا بدوام كامل. كما كانت الجامعة تمر بتوسع كبير في البنية التحتية، بما في ذلك أربعة مساكن طلابية؛ كل منها بقدرة استيعاب 600 طالب. تقوم شركة Hua Jiang Investment Limited الصينية ، بتنفيذ أعمال البناء التي أنفقت عليها حكومة زامبيا ما يزيد عن 57،518،410 كواشا (حوالي 5.68 مليون دولار أمريكي). 
أقامت جامعة كوامي نكروما حفل التخريج الأول تحت خطابات الجامعة الخاصة بها في أغسطس 2015. 

## البرامج الأكاديمية
تقدم جامعة كوامي نكروما البرامج الأكاديمية في درجة البكالوريوس التالية: 
- ليسانس الآداب مع التربية في العلوم الإنسانية والاجتماعية
- بكالوريوس العلوم مع التربية في العلوم الطبيعية
- بكالوريوس في الدراسات التجارية مع التربية

### الأقسام
تنقسم جامعة نكروما إلى 4 كليات:
- كلية العلوم الطبيعية، وتحتها الأقسام التالية:

1. علوم الحياة
2. العلوم الفيزيائية
3. الرياضيات والإحصاء
4. التعليم الجسدي

- كلية الدراسات التجارية، وتحتها الأقسام التالية:

1. تقنيات الحوسبة والاتصالات
2. المحاسبة والاقتصاد والمالية
3. دراسات التسويق والإدارة

- كلية التربية وتحتها الأقسام التالية:

1. علم النفس وعلم الاجتماع
2. الإدارة التربوية ودراسات السياسات
3. تعليم اللغات والعلوم الاجتماعية
4. تعليم الرياضيات والعلوم
5. التعليم الخاص

- كلية العلوم الاجتماعية، وتحتها الأقسام التالية:

1. العلوم الاجتماعية
2. اللغات
3. دراسات دينية
4. اللغويات

## إدارة الجامعة
يدير مجلس الأساتذة الجامعة تحت إشراف مجلس الجامعة. وهناك أربع مدارس هي ؛ كلية العلوم الطبيعية، ومدرسة الدراسات التجارية، وكلية العلوم الإنسانية والاجتماعية، ومدرسة التربية. كما يوجد بها معهدان هما: معهد التعليم المفتوح والتعليم عن بعد، ومركز تكنولوجيا المعلومات والاتصالات. 
تتكون لجنة رعاية جامعة كوامي نكروما من د. يوسف أحمد (رئيساً) والسيدة أ. شيري آن ثول (نائبة الرئيس)، والدكتور كريستوفر مازيمبا، والدكتورة إليزابيث نكومبولا، والسيد فيليكس أ.كناندو، والدكتورة فيبي ألبينا بويمبيا ، السيدة سوزان ب. كاواندامي، الأمين الدائم بوزارة التعليم العالي، الأمين الدائم بوزارة المالية (الميزانية). البروفيسور هيلسي نجامبي نائب رئيس الجامعة والدكتورة جوديث سي إن لونغو (نائب رئيس الجامعة) من جامعة كوامي نكروما 

## المرافق الأخرى
- دار ضيافة ونزل الجامعة.

### مساكن الطلاب
- بيت شباب مولونغوشي (رجال)
- بيت شباب لوابولا (رجال)
- بيت شباب كافوي (رجال)
- بيوت شباب PAID-ESA (رجال)
- نزل ليسيلي (للإناث)
- بيت شباب شيمويموي (للإناث)
- نزل زامبيزي (للإناث)
- نزل لوانغوا (للإناث)
- نزل بيرينتوايا (للإناث)

### الأندية الرياضية
توجد بالجامعة أندية رياضية عدة، هي: أندية كرة الشبكة، وكرة القدم، والكرة الطائرة، وكرة السلة

## الانتماءات
جامعة كوامي نكروما عضو جديد في اتحاد الجامعات الأفريقية، واتحاد جامعات الكومنولث، واتحاد كرة القدم في زامبيا والاتحاد الدولي للجامعات. 

## أنظر أيضا
- التعليم في زامبيا
- قائمة الجامعات في زامبيا